# Sixtus III
Sixtus III (Xystus), född i Rom, död 19 augusti 440, var påve från den 31 juli 432 till sin död, 19 augusti 440. Helgon i Romersk-katolska kyrkan, festdag 28 mars.

## Biografi
Innan Sixtus konsekrerades till påve den 31 juli 432, var han framgångsrik som präst i Rom och brevväxlade med Augustinus. Han regerade under de nestorianska och pelagianska striderna, och troligen för sin dragning åt konciliarism stod han själv falskt anklagad för dessa läror.
I egenskap av påve godkände han besluten från konciliet i Efesus och strävade efter att mäkla fred mellan Kyrillos av Alexandria och Johannes av Antiochia. I den pelagianska striden omintetgjorde han alla försök av Julianus av Eclanum att återupptas i den katolska kyrkans gemenskap. Han gjorde påvens överhet över Illyricum gällande mot lokala biskopar och mot ambitiösa försök från Proclos av Konstantinopel. I Rom restaurerade han Liberius basilika som numera kallas Santa Maria Maggiore, förstorade San Lorenzo fuori le Mura, och mottog dyrbara gåvor från kejsar Valentinianus III för Peterskyrkan och Lateranbasilikan.
Sixtus III sände Patricius som missionär till Irland.